# Pete Alonso
Peter Morgan Alonso, né le 7 décembre 1994 à Tampa, en Floride, est un joueur de baseball américain évoluant dans les ligues majeures de baseball. Il évolue au poste de joueur de premier but pour les Mets de New York. 
Lors de sa première saison en Ligue majeure en 2019, il remporte le trophée du concours de circuits de la Ligue majeure de baseball, bat le record du nombre de coups de circuit frappés par un joueur « recrue » de la Ligue nationale et de la Ligue majeure en une saison, et devient le 27 août le joueur des Mets ayant frappé le plus de circuits en une saison,.